# Ludwig Rudolph
Ludwig Rudolph (* 18. August 1813 in Berlin; † 26. September 1896 ebenda) war ein preußischer Lehrer und Botaniker. Sein offizielles botanisches Autorenkürzel lautet „L.Rudolph“.

## Leben

### Werdegang
Ludwig Rudolph war der Sohn eines Schneidermeisters.
Er besuchte in Berlin die Königliche Realschule (siehe Friedrich-Wilhelms-Gymnasium (Berlin)) beim Rektor August Gottlob Spilleke (1778–1841) und begann Ostern 1832 eine Lehrerausbildung am Seminar für Stadtschullehrer als Adolph Diesterweg die Direktion dort übernahm.
Ostern 1835 beendete er die Lehrerausbildung und war zunächst als Lehrer an einigen Privatschulen in Berlin tätig, bevor er 1838 Hilfslehrer an der gerade gegründeten ersten städtischen höheren Töchterschule, der späteren Luisenschule, wurde; Rektor der Schule war Eduard Maetzner. 1839 wurde Ludwig Rudolph ordentlicher Lehrer an der Schule und erhielt später den Titel Oberlehrer. Er trat 1888 in den Ruhestand.

### Schriftstellerisches Wirken
Ludwig Rudolph beschäftigte sich unter anderem mit Botanik und veröffentlichte hierzu verschiedene Schriften. Weitere veröffentlichte Schriften befassten sich mit pädagogischen Themen und er bearbeitete 1873 die 5. Auflage von Adolph Diesterweg's Wegweiser zur Bildung für deutsche Lehrer. Band 1: Das Allgemeine.
Für seine Schrift Atlas der Pflanzengeographie über alle Theile der Erde erhielt er 1852 von König Friedrich Wilhelm IV. die Goldene Medaille für Wissenschaft.

## Schriften (Auswahl)
- Die Pflanzendecke der Erde. Berlin, 1859 (Digitalisat).
- Das Buch der Geologie, 1. und 2. Band. In: Malerische Feierstunden. Leipzig, 1861 (2. Auflage) (Digitalisat).
- Atlas der Pflanzengeographie über alle Theile der Erde. Berlin, 1864 (Digitalisat).
- G. van Muyden; Ludwig Rudolph: Collection d'auteurs français. 1864.[3]
- Schiller-Lexikon, erläuterndes Wörterbuch zu Schiller's Dichterwerken.
  - Band 1. Berlin, 1869 (Digitalisat).
  - Band 2. Berlin, 1869 (Digitalisat).
- Der Deutsche Stil: oder praktische Anleitung zur Anfertigung deutscher Aufsätze. Berlin, 1872 (Digitalisat).
- Adolph Diesterweg; Ludwig Rudolph: Wegweiser zur Bildung für deutsche Lehrer. Band 1: Das Allgemeine. Essen, 1873 (Digitalisat).
- Was heißt Toleranz in der Schule? Berlin, 1876 (Digitalisat).
- Praktische Anleitung zur Erteilung eines naturgemäßen Unterrichtes in unserer Muttersprache. 1876.
- Praktisches Handbuch für den Unterricht in deutschen Stilübungen.
  - 1. Band. Berlin, 1875 (Digitalisat).
  - 2. Band.
  - 3. Band. Berlin, 1880 (Digitalisat).
  - 4. Band.
- Die Stellung der Schule zu dem Kampfe zwischen Glauben und Wissen. Berlin, 1881 (Digitalisat).
- Adolf Diesterweg: der Reformator des deutschen Volksschulwesens im 19. Jahrhundert. Berlin, 1890 (Digitalisat).